# Souhvězdí Sítě
Síť je jedno z 88 souhvězdí moderní astronomie, leží na jižní obloze. Zavedl ho Nicolas-Louis de Lacaille roku 1754. Původní název byl Kosočtvercová síť (Reticulum romboid), zřejmě podle měřícího přístroje používaného vedle dalekohledu.

## Hvězdy
| Hvězda | Jméno | Hvězdná velikost |
| ------ | ----- | ---------------- |
| α Ret  | α Ret | 3,36m            |
| β Ret  | β Ret | 3,84m            |

Nejjasnější hvězdou je Alfa Reticuli, patřící do spektrální třídy G8, o hvězné velikosti 3,36. Ve vzdálenosti 49″ má malého fyzického průvodce s magnitudou 11,9. Dále následují hvězdy beta (3,85 mag), epsilon (4,44 mag), gama (4,51 mag) a delta (4,56 mag). Všechny jsou oranžové barvy a dodávají souhvězdí oranžový vzhled zejména v triedrech. Hvězda beta Reticuli má ve vzdálenosti 14″ průvodce o magnitudě 8,1. Epsiolon Reticuli má též společníka, který je od něj na obloze vzdálený 14″ a má magnitudu 12,5. Neví se však, zda je to jen optická nebo skutečná dvojhvězda. Vizuální dvojhvězda rozlišitelná už pouhým okem je zeta Reticuli. Její složky s magnitudou 5,2 a 5,5 dělí vzdálenost 310″. Tato dvojice je skutečný, gravitačně provázený, pár a za svůj široký rozestup vděčí tomu, že jsou k Zemi dost blízko, jen 39 ly a zároveň mají své složky od sebe velmi vzdálené.

## Objekty v souhvězdí
- NGC 1543 – spirální galaxie, 10,6 mag
- NGC 1559 – spirální galaxie, 10,5 mag
- NGC 1313 – spirální galaxie, 9 mag. V této galaxii byly v poslední době pozorované nezvyklé výbuchy mraků namodralých hvězd. Je tam možné pozorovat tvorbu hvězd v časově nepravidelných sériích výbuchů. Vnější části galaxie jsou dost odlišné od spirálového středu a mají víceméně nepravidelný tvar.

Do souhvězdí zasahuje část nadkupy galaxií Horologium-Reticulum.

## Poloha
Souhvězdí Sítě je malé, patří mezi deset nejmenších souhvězdí oblohy. Jeho čtyři nejjasnější hvězdy tvoří poměrně výrazný tvar protáhnutého kosočtverce anebo diamantu. Lze ho vyhledat pomocí jasných vzdálenějších hvězd – v poloviční vzdálenosti mezi hvězdami Canopus z Lodního Kýlu a Achernarem z Eridanu. Pomůckou při jeho hledání může být i Velké Magellanovo mračno, které se nachází v sousedních hvězdách.